# Boris Alexandrowitsch Pokrowski
Boris Alexandrowitsch Pokrowski (russisch Бори́с Алекса́ндрович Покро́вский, wiss. Transliteration Boris Aleksandrovič Pokrovskij; * 10. Januarjul. / 23. Januar 1912greg. in Moskau; † 5. Juni 2009 ebenda) war ein bedeutender sowjetisch-russischer Opernregisseur und Pädagoge. Er prägte entscheidend das Repertoire des Bolschoi-Theaters in Moskau.

## Leben

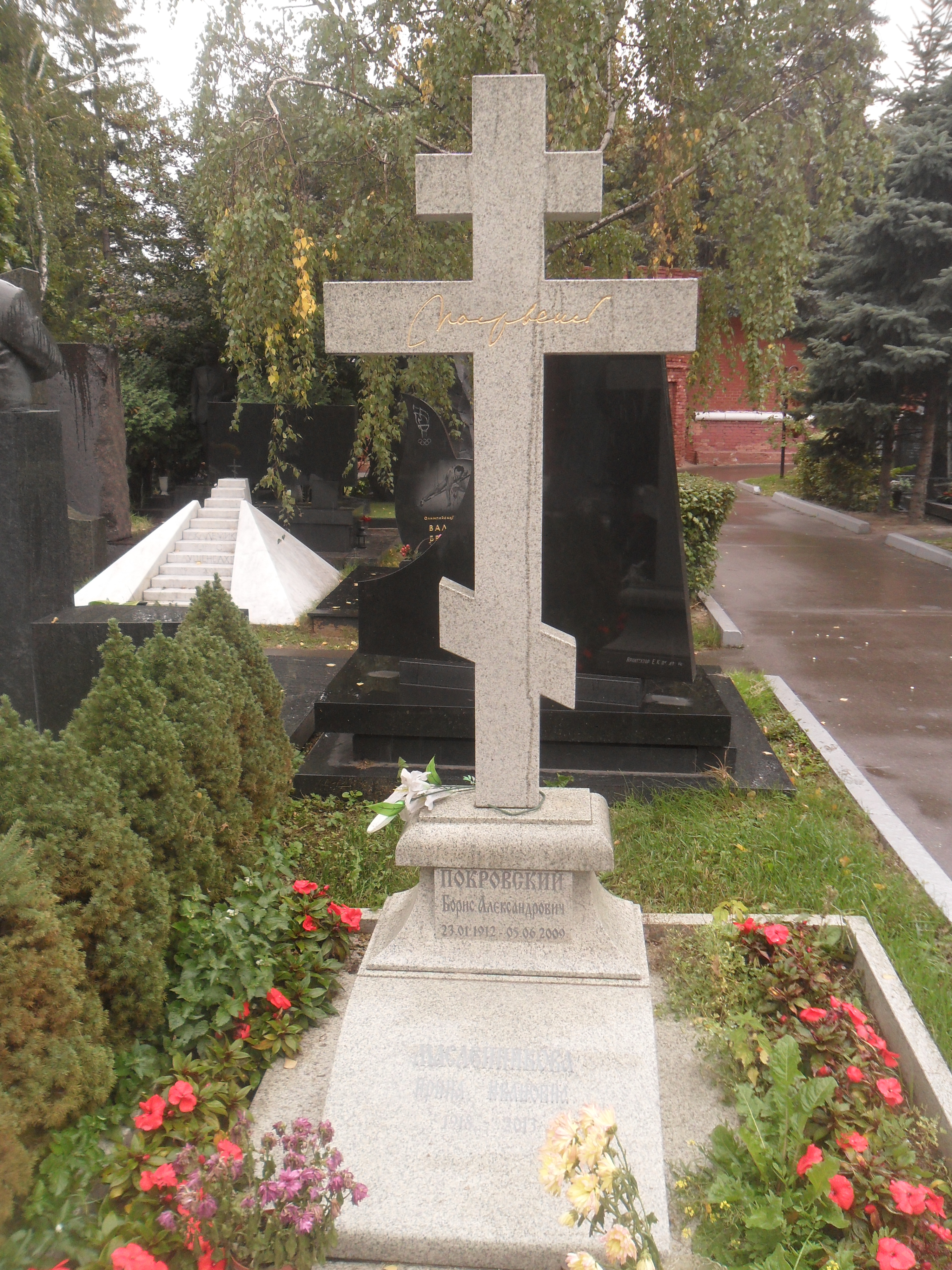
Grab von Boris Aleksandrovič Pokrovskij auf dem Nowodewitschi-Friedhof in Moskau (2014)

Boris Aleksandrovič Pokrovskij besuchte die Regiefakultät des Staatlichen Instituts für Theaterkunst in Moskau. Nach dem Abschluss arbeitete er zunächst in Minsk und Swerdlowsk. 1937 wurde er Regisseur am Theater in Gorki. 1939 übernahm er die künstlerische Leitung.
Ab 1943 war er als Regisseur am Moskauer Bolschoi-Theater tätig. Er amtierte dort von 1952 bis 1963 und von 1970 bis 1982 als Hauptregisseur. Insgesamt inszenierte er 42 russische und moderne Opern u. a. Eugen Onegin (1944) von Peter Tschaikowski, Mainacht (1947), Sadko (1949) und Schneeflöckchen (1954) von Nikolai Rimski-Korsakow, Des Feindes Macht (1947) von Alexander Serow, Semjon Kotko (1970) von Sergei Prokofjew, Ruslan und Ljudmila (1972) von Michail Glinka sowie Die verkaufte Braut (1948) von Bedřich Smetana, Aida (1951), La traviata (1953) und Otello (1978) von Giuseppe Verdi und Le nozze di Figaro (1956) von Wolfgang Amadeus Mozart. Darüber hinaus übernahm er die russische Erstinszenierung von Prokofjews Der Spieler (1974) und die Uraufführung von  Schtschedrins Tote Seelen (1977).
Weiterhin oblag ihm die szenische Uraufführung von Prokofjews Krieg und Frieden (1946) am Maly-Theater in Leningrad. 1957 inszenierte er das Stück am Nationalen Opern- und Ballett-Theater Sofia. Ab 1972 leitete er die  von ihm begründete Moskauer Kammeroper, wo er u. a. Nicht nur Liebe (1973) von Rodion Schtschedrin und die lange verbotene Oper Die Nase (1974) von Dmitri Schostakowitsch inszenierte. 1991 verantwortete er hier die Uraufführung der Kurzfassung der Oper Der Idiot von Mieczysław Weinberg. Gastspiele führten ihn auch in die westliche Welt. 1992 brachte er in Amsterdam die Oper Leben mit einem Idioten von Alfred Schnittke zur Uraufführung.
Er unterrichtete an der Russischen Akademie für Theaterkunst, wo er 1954 eine Professur erhielt.
Die Schauspielerin Alla Pokrowskaja war eine Tochter Pokrowskis.

## Auszeichnungen (Auswahl)
- Stalinpreis (1947) für Prokofjews Krieg und Frieden
- Stalinpreis (1948) für Serows Des Feindes Macht
- Stalinpreis (1949) für Smetanas Die verkaufte Braut
- Stalinpreis (1950) für Rimski-Korsakows Sadko
- Volkskünstler der UdSSR (1961)
- Leninorden (1976)[1]
- Leninorden (1980)[2]
- Kunstpreis der Stadt Leipzig (1981) für seine Gastinszenierungen an der Oper Leipzig[3]
- Staatspreis der Russischen Föderation (2004)
- Verdienstorden für das Vaterland (2007)